# Diadegma cylindricum
Diadegma cylindricum là một loài tò vò trong họ Ichneumonidae.